# Хижинський Володимир Вікторович
Володи́мир Вікторович Хижи́нський (* 28 липня 1971, Кам'янець-Подільський) — український художник-кераміст. Член Національної спілки художників України від 2000 року.

## Біографічні відомості
У 1986–1990 роках навчався у Косівському технікумі народних художніх промислів імені Василя Касіяна. 1997 року закінчив Львівську академію мистецтв на кафедрі кераміки.
Володимир Хижинський працював викладачем Луцького державного технічного університету. Нині обіймає посаду доцента на кафедрі ХКДСМ Київського державного інституту декоративно-прикладного мистецтва і дизайну імені Михайла Бойчука.

## Творчість
Тричі був переможцем обласного конкурсу «Волинська писанка».
Учасник понад 80 обласних, всеукраїнських та міжнародних художніх виставок, зокрема — 10 персональних.

### Виставки
- 1995 — Луцьк.
- 1996 — Центр слв'янської культури, Таллінн, Естонія.
- 1997 — Львівський музей етнографії, Львів.
- 1997 — Всеукраїнська художня виставка «Різдвяний салон декоративно-ужиткового мистецтва».
- 2000 — Всеукраїнська художня виставка «2000-ліття Різдва Христового», Київ.
- 2000 — Всеукраїнська молодіжна художня виставка, Київ.

Десята персональна виставка відкрилася 20 березня 2007 року у Волинському краєзнавчому музеї. Експонувалося 20 художніх композицій Хижинського — «Незвідані світи», «День і ніч», «Залатане небо», «Зимові сліди», «Воля — неволя» та інші. Виконані вони ручним ліпленням, відливанням в гіпсовій формі. Автор використав шамот, порцеляну, ангоби, поливи.
- 1-21 квітня 2010 р. — виставка робіт у Галереї Сучасного Мистецтва (Київ)

### Твори
- «Червоний сервіз» (1993).
- «Сізіфові труди» (1995).
- «Торси» (1995).
- Штоф «Різдвяний» (1996).
- «Чумацький шлях» (1996).
- «Весняне» (1996).
- «…І чорний ангел прилетів» (1996).
- «Велика гра в хрестики-нолики» (1996).
- «Прогулянка котів» (1996).
- «Конфліки поколінь» (1996).
- «Забуті спогади» (1997).
- Серія «Єгипет» (1998).
- «Сполохані мрії» (1999).
- «Окрилена» (2000).
- «Птах надії» (2000).
- «Японські мотиви» (2000).
- «Плин часу» (2000).
- «Ніч яка місячна» (2001).
- «Викрадач гнізд» (2001).
- «Коли падає дощ та достигають яблука» (2001).
- «Між днем та ніччю» (2001).